# Чајниче
Чајниче је насељено мјесто и сједиште општине Чајниче на крајњем истоку Републике Српске, на граници са Црном Гором. Према прелиминарним подацима пописа становништва 2013. године, у насељеном мјесту Чајниче укупно је пописано 2.175 лица.

## Географија
Налази се у горњем Подрињу на двадесетом километру пута Горажде-Пљевља, на надморској висини од 816 метара. Лежи између планине Цицељ (1.433 м) и Чивчи Брда (1.326 м), на реци Јањини, десној притоци Дрине.

## Историја
У историјским документима Чајниче се први пут помиње 1477. године као један од важнијих градова у Херцеговачком санџаку. Постоје мишљења да је име насеља настало за вријеме османске владавине, од персијских ријечи чај-вода и нич-добра. Како год, становници Чајнича вјерују да етимологију овог топонима треба тражити у богатству њиховог краја природним биљем које овдје расте (ниче), а од којег се традиционално спремају разни чајеви.
Развоју Чајнича у то вријеме посебно су доприносили рудници гвожђа, једини у Херцеговачком санџаку као и положај који је заузимао на трговачком путу (Стамболска џада) између Дубровника и Истанбула. Овај градић је богат културно-историјским мотивима. Стара православна црква први пут се спомиње 1492. године. У XVII вијеку чајнички ковачи су били познати по вештини обраде метала, а у мјесту је постојала и ковачница новца.
Између два рата, црква је у заједници са градском општином увела електрично освјетљење. За централу је речено да је толико снажна да може електрифицирати "нову пругу Устипрача - Фоча". Од значаја је била дрвна индустрија - поток Јањина је давао снагу низу стругара. Мјесто се сматрало ваздушном бањом, модеран хотел је отворен на љето 1940.

## Други свјетски рат
Друга пролетерска народноослободилачка ударна бригада је формирана наредбом Врховног штаба НОВ и ПОЈ, 1. марта 1942. године у Чајничу од бораца Ужичког, Чачанског и Другог шумадијског партизанског одреда. На дан формирања бригади ce прикључио Раде Стојановић „Босанац“. Раде Стојановић је рођен 1926. године у селу Батотићи код Чајнича. Учесник Народноослободилачке борбе и борац-бомбаш. Раде Стојановић је био једини борац Чајничког краја који се на дан формирања Друге пролетерске ударне бригаде прикључио у њене партизанске редове. Најмлађи борац-бомбаш погинуо je 8. јуна 1943. год. на Драгош Седлу у бици на Сутјесци.
У „Долини хероја“ Националног парка Сутјеска на спомен-костурници палих хероја међу више од 7.000 палих бораца златним словима је уписано име: Раде Стојановић „Босанац“.

## Чајничке цркве
Оба чајничка православна храма налазе се у истој порти и посвећени су Успењу Пресвете Богородице. Старија црква је била "укопана у земљу", и као таква неподесна. Та црква се спомиње у 15. веку, што не значи да је тада грађена, већ је можда и старија. Првобитни храм је разорен највероватније приликом турског освајања Чајнича. Обновљени храм је страдао у Другом светском рату у ноћи између 11. и 12. априла 1943. године, након што су Италијани запалили складиште експлозива које је било стационирано у црквеној порти. Храм је обновљен 1946. године у готово истом облику као и раније. Тако обновљени храм освећен је 20. јула 1946. год.
Нови храм је грађен прилозима верног народа у периоду од 1857—1863. године. Зидали су га неимари из Велеса који су урадили и унутрашње зидне слике, даривали неке од икона и иконостас у резбарији. Кров је украшен са 18 мањих и већих кубета, а на западној страни је од 1893—1897. године подигнут високи звоник. Нови храм је страдао од јаких земљотреса при чему су попуцали неки сводови. У Другом светском рату након експлозије храм је претрпео велика разарања. Од последица експлозије и прокишњавања у ноћи између 26. и 27. марта 1946. године урушило се неколико кубета, сводова и дио јужног зида. Након десет година почело се са обновом. Обновом је задржан првобитни изглед храма, а нови иконостас у дуборезу од ораховине дело је охридских мајстора. Обновљену светињу је освештао Патријарх српски Господин Герман на Малу Госпојину 1959. год.
Чајничке цркве имају богату ризницу коју чине старе књиге, иконе, прилози верника из разних периода и други значајни музејски експонати. Посебно су значајни: Чајничко јеванђеље (рукописна књига из 14. века), Црнојевићев Октоих из 1494. године, Први писани спомен чајничке цркве из 1492. год., Псалтир Ђурђа Црнојевића из 16. века, Рукописно Јеванђеље попа Оливера из 1513. године, Октоих Божидара Вуковића из 1537. године, икона са приказом житија Св. Георгија из 1574. године итд. У порти се налази и конак за поклонике и ходочаснике.

### Икона Пресвете Богородице чајничке
Чајниче је данас најпознатије по икони Пресвете Богородице чајничке, познате и под именом Чајничка Красница. Ова икона се чува у новом храму на посебном престолу, на сјевероисточној страни, и испред ње непрестано светле кандила. Та кандила се, по казивању очевидаца, нису угасила чак ни у вријеме експлозије у Другом светском рату када је црква претрпела велико разарање.
Према народном и предању Цркве ову икону је начинио Св. Апостол и Јеванђелиста Лука. На једној страни налази се лик Пресвете Богородице са Христом, а на другој Св. Јована Крститеља. Она је давно донесена у Србију и била је у дому Немањића још од времена краља Милутина, а цар Урош ју је даривао манастиру Бања код Прибоја на Лиму у знак захвалности Богу за своје срећно излечење у том манастиру после дуже болести. Након што су 1594. године мошти Светог Саве однете из манастира Милешева, Турци су запалили и опљачкали манастир Бању и тада је један сељак спасао Свету Икону из ватре и пренео преко Лима у чајничку цркву (данашњи стари храм) где се налазила 370 година, па је премештена у нову цркву. Због старости и страдања у пожарима ликови на икони су били потамнели, нарочито лик Св. Јована Крститеља, док су лица на икони Пресвете Богородице са Христом сачувана. Године 1868. један кујунџија - Ристо Андрић из Сарајева је урадио оков од злата и сребра, за обе стране иконе тако да су остала видљива само лица Светих. Лице Св. Јована Крститеља заштићено је кожом. Круна Пресвете Богородице била је украшена једним већим и са неколико мањих дијаманата. Због великих чуда која су се дешавала пред овом иконом по Милости Божијој, а молитвама Пресвете Богородице, када се почело причати да ће се 1868. године обновити манастир Бања и тамо вратити икона, побунили су се сви мештани, не само православни него и муслимани, католици и Јевреји и хтели су то спречити чак и оружјем, па је тако икона остала у Чајничу. За вријеме Другог светског рата, после експлозије, непријатељске трупе су пљачкајући цркву извадиле дијаманте из круне Пресвете Богородице. Икону и друге црквене драгоцености Срби су пренели у једну српску кућу и тако сачували од осталих непријатељских дивизија. По одласку тих дивизија икона је пренета у цркву у селу Стречање у Црну Гору. Било је предлога да се пренесе у Београд и сачува до краја рата, али се томе народ успротивио. Одатле је пренета у једну пећину, где је чувана под стражом, затим у цркву у селу Слатина код Фоче, а потом у село Трпиње где остаје до краја рата у малој пећини. Враћена је у Чајниче по обнови старе цркве, а у нову је пренета по њеној обнови. Данас овој светињи притичу многи верници из разних крајева.

## Спорт
Чајниче је сједиште фудбалског клуба Стакорина.

## Становништво
|             | 2013.          | 1991.           | 1981.          | 1971.          |
| Укупно      | 2 175 (100,0%) | 3 152 (100,0%)  | 2 556 (100,0%) | 2 015 (100,0%) |
| Срби        | 2 153 (98,99%) | 1 802 (57,17%)  | 1 304 (51,02%) | 1 051 (52,16%) |
| Бошњаци     | 6 (0,276%)     | 1 192 (37,82%)1 | 931 (36,42%)1  | 857 (42,53%)1  |
| Хрвати      | 6 (0,276%)     | 2 (0,063%)      | 6 (0,235%)     | 19 (0,943%)    |
| Црногорци   | 6 (0,276%)     | –               | 82 (3,208%)    | 56 (2,779%)    |
| Неизјашњени | 3 (0,138%)     | –               | –              | –              |
| Непознато   | 1 (0,046%)     | –               | –              | –              |
| Остали      | –              | 105 (3,331%)    | 29 (1,135%)    | 5 (0,248%)     |
| Југословени | –              | 51 (1,618%)     | 203 (7,942%)   | 8 (0,397%)     |
| Словенци    | –              | –               | 1 (0,039%)     | –              |
| Албанци     | –              | –               | –              | 18 (0,893%)    |
| Македонци   | –              | –               | –              | 1 (0,050%)     |

1. 1 На пописима од 1971. до 1991. Бошњаци су пописивани углавном као Муслимани.